# Zgornji Kamenščak
Zgornji Kamenščak este o localitate din comuna Ljutomer, Slovenia, cu o populație de 106 locuitori.